# Haita (roman)
Haita (1990) (titlu original La Meute) este un roman fantastique scris de Serge Brussolo.

## Cadrul acțiunii
Werner Mareuil-Mondesco, un om cu statură de uriaș, este un vânător neînfricat. În lungile sale peregrinări prin lume a vânat nenumărate animale - de la căprioare la elefanți, gorile și lei - pe care le-a împăiat și le-a expus într-un dom-muzeu anexat impunătoarei sale reședințe, o clădire-cazemată izolată de restul orașul printr-o proprietate întinsă și un zid inaccesibil de 6 metri înălțime.
Pasiunea pentru arta împăierii încearcă să i-o impună și băiatului său, Georges. Dar metodele sale barbare nu fac decât să-i dezvolte băiatului o adevărată psihoză legată de păr și o comuniune mistică cu toate rămășițele animale care se adună zilnic în casă: animale împăiate, covoare din blană, fotolii și cărți îmbrăcate în piele, etc. În cele din urmă, după ce îi organizează lui Georges o petrecere aniversară sub forma unui safari, Werner ajunge să cadă pradă nebuniei și câinilor săi feroce, care îl devorează.
Trauma suferită de Georges atinge cote paroxistice. El devine convins că animalele ucise cer o plată în schimbul chinurilor la care au fost supuse de Werner, iar Georges este dispus să le-o plătească. Pentru aceasta, își angajează ca și asistentă o tânără orfană, Sarah, pe care vicisitudinile vieții au marcat-o profund și care ar fi dispusă să facă orice pentru o situație materială bună și pentru a-și ostoi setea de răzbunare față de cei care au abuzat-o.

## Intriga
Sarah pregătește minuțios dosarele victimelor feminine pe care George le adoarme cu cloroform pentru a le decupa toate zonele corpului acoperite de păr: scalpul și zona pubiană. Aceste "trofee" sunt atent preparate și afișate în muzeul casei, pentru a mulțumi pofta de sânge a animalelor împăiate, după cum spune Georges. În oraș, populația vorbește despre Jupuitorul căruia poliția nu-i dă de urmă, în timp ce Sarah începe să se confrunte cu fenomene stranii în casa-cazemată. Dacă la început a crezut că obsesia macabră a lui George vine doar dintr-un dezechilibru psihic, evenimentele inexplicabile petrecute în casă încep să-i ridice întrebări: oare nu există un spirit care animă animalele împăiate și obiectele făcute din pielea animalelor sacrificate și care cere să fie răzbunat?
După ce una dintre tentativele de jupuire se soldează cu un eșec, George rămâne paralizat, iar Sarah este grav rănită. În timpul unor viziuni halucinogene, ea vede cum animalele împăiate vin la ea și o ajută să se vindece. Georges îi explică faptul că, din cauză că el a devenit infirm, animalele vor ca ea să continue munca de Jupuitor. El îi face cunoscut femeii și motivul necesității sacrificiilor: trofeele ajută la dezvoltarea unor fetuși în burta a trei animale împăiate. Șocată de absurditatea teoriilor debitate de Georges, Sarah încearcă să fugă din casă, dar este oprită de "spiritul animalelor". Înnebunită de spaimă, ea încearcă să dea foc casei și să distrugă animalele presupus gravide, moment în care are parte de un nou șoc: din burta acestora ies la lumină trei creaturi incomplet dezvoltate, care se ascund în casă.
În următoarele zile, una dintre ele le va devora pe celelalte, precum și corpul imobil al lui Georges. Sarah este îngrozită că ea va fi următoarea victimă a monstrului, dar în cele din urmă înțelege că acesta îi propune un pact. Fiind handicapat, el nu se poate îngriji singur și are nevoie ca ea să devină îngrijitoarea lui, la fel cum fusese anterior pentru George, procurându-i victimele necesare pentru a se hrăni.

## Lista personajelor
- Georges Mareuil-Mondesco - bogătaș care trăiește retras într-o casă-cazemată, cu care se află într-o simbioză ciudată; în oraș este cunoscut ca Jupuitorul sau Vânătorul de scalpuri (fără a i se cunoaște identitatea), deoarece jupoaie de pe trupul femeilor porțiunile din piele acoperite de păr
- Sarah - tânără orfană care a acumulat o mulțime de umilințe de-a lungul vieii și e dornică să se răzbune pentru ele; se angajează ca îngrijitoare a lui George, "furnizându-i" acestuia victimele
- Werner Mareuil-Mondesco - tatăl lui George, un vânător cu statură herculeană care și-a împânzit casa cu trofeele rezultate din vânătorile sale, unele dintre ele fiind de un prost gust evident
- Olga Oldenbourg Van Scheefering - amanta lui Werner, o femeie căreia îi place să-și umilească partenerii, lucru care îi va fi fatal
- Marie Pointard - o roșcată durdulie, directoareaa orfelinatului în care a copilărit Sarah
- Maude-Henriette Bourellier - burgheză în casa căreia a fost angajată Sarah înainte de a lucra pentru Georges
- Doamna Raimonde - aristocrată perversă, care a ținut-o prizonieră pe Sarah șase luni pentru plăcerile ei sado-masochiste
- Janine - o prietenă a doamnei Raimonde
- Chasselier - împuternicitul lui Georges, care se ocupă cu afacerile din care provin banii acestuia

## Opinii critice
NooSFere avertizează că acesta este "un roman pentru cititorii avizați", care "nu trebuie să ajungă în mâinile oricui". De altfel, lui Brussolo însuși i-a plăcut foarte mult să scrie această carte, care l-a înfricoșat și pe el.
Cititor SF remarcă "personajele foarte bine construite și redarea cu o acuratețe aproape înspăimântătoare a trăirilor acestora", "atmosfera de angoasă și neliniște suprinsă în cel mai atent detaliu" și acțiunea "cu o evoluție progresivă în intensitate". La rândul său, Ideoz constată că romanul conține "delirurile obișnuite ale lui Brussolo, care se transmit cititorului grație unei scriituri sumbre și pline de încărcătură, cu digresiuni angoasante", adăugând că "Haita este un exemplu perfect a ceea ce poate scrie mai bun Serge Brussolo". La Livrophile, pe de altă parte, este de părere că "deși există idei bune [...] spectaculosul și sângele ocupă mult mai mult spațiu ca motivele psihologice", adăugând că lectura "trenează de cele mai multe ori, iar finalul este în coadă de pește".

## Traduceri în limba română
- 1996 - Haita, ed. Nemira, colecția "Nautilus" nr. 114, traducere Nicolae Constantinescu, 238 pag., ISBN 973-569-163-9
- 2006 - Haita, ed. Nemira, colecția "Suspans", traducere Nicolae Constantinescu, 256 pag., ISBN 978-973-569-862-1